# Копылов, Степан Андреевич
Степан Андреевич Копылов (1920—1943) — советский военнослужащий. Участник Великой Отечественной войны. Герой Советского Союза (1943, посмертно). Сержант.

## Биография
Степан Андреевич Копылов родился в декабре 1920 года в деревне Копылова Верхотурского уезда Екатеринбургской губернии (ныне деревня входит в Серовский район Свердловской области) в крестьянской семье Андрея Ивойловича и Марфы Ивановны Копыловых. Русский. Окончил начальную школу. В начале 30-х годов XX века семья Копыловых переехала в соседний посёлок Пасынок. Глава семейства устроился на местный смологонный завод. Тринадцатилетний Степан, хотя в силу возраста не мог официально трудоустроиться, вместе с отцом ходил на работу. Когда в конце 1930-х годов завод в Пасынке закрыли, Копыловы переехали в посёлок Первомайский. Когда Степану Андреевичу исполнилось 18 лет, он устроился в Сотринский леспромхоз, где до призыва на военную службу работал лесорубом.
В ряды Рабоче-крестьянской Красной Армии С. А. Копылов был призван Серовским районным военкоматом осенью 1940 года. С началом Великой Отечественной войны его направили в полковую школу, где он получил специальность наводчика 45-мм противотанкового орудия. В боях с немецко-фашистскими захватчиками младший сержант С. А. Копылов с апреля 1942 года на Брянском фронте в составе 119-й стрелковой бригады. Боевое крещение принял в боях на реке Олым в районе села Горшечного Курской области. С мая 1942 года бригада воевала в составе 40-й армии, которая в июле 1942 года была передана Воронежскому фронту и удерживала оборонительные позиции на Дону южнее Воронежа. В августе 1942 года 119-я стрелковая бригада была спешно переброшена на Северный Кавказ. В составе Черноморской группы Закавказского фронта, затем Северо-Кавказского фронта С. А. Копылов принимал участие в Битве за Кавказ.
В марте 1943 года бригада, в котором служил сержант С. А. Копылов, была переформирована в 30-ю стрелковую дивизию, которая в мае 1943 года в составе 47-й армии была переброшена в район Курской дуги. В должности наводчика артиллерийского орудия 145-го отдельного истребительного противотанкового дивизиона 30-й стрелковой дивизии Степан Андреевич участвовал в Белгородско-Харьковской наступательной операции Курской битвы, освобождении Левобережной Украины. Особо отличился при форсировании Днепра и в сражении за плацдарм на его правом берегу, получивший название Букринский.
В ночь на 28 сентября 1943 года штурмовые отряды 30-й стрелковой дивизии форсировали Днепр у села Студенец Каневского района Киевской области. Вместе с пехотой на правый берег реки начали переправу и расчёты 145-го отдельного истребительного противотанкового дивизиона. Обладавший большой физической силой сержант Копылов энергично и умело работал веслом, благодаря чему плот, на котором находилось его орудие, первым в дивизионе достиг правого берега. Расчёт наводчика Копылова быстро вытолкал пушку на огневую позицию и прямой наводкой открыл огонь по вражеским позициям, обратив немецкую пехоту в бегство. Это позволило стрелковым подразделениям не только быстро занять вражеские траншеи, но и существенно продвинуться вперёд. В бою за расширение плацдарма Степан Андреевич со своими товарищами уничтожил два станковых пулемёта противника, обеспечив продвижение стрелковых рот. Пытаясь остановить наступление советских войск, немецкое командование бросило в бой крупные силы пехоты и танков. Ожесточённая схватка разгорелась у высоты 243,2. Орудие Копылова открыло огонь по вражеским автоматчикам, отсекая их от бронетехники. Ответным огнём вражеского танка расчёт орудия был выведен из строя. У пушки остался лишь сержант Копылов. Проявив мужество и хладнокровие, Степан Андреевич подпустил вражеские машины на дистанцию поражения и точными выстрелами подбил две из них. Прямым попаданием снаряда третьего танка в орудие сержант Копылов был смертельно ранен и через несколько секунд скончался на руках подоспевших ему на помощь пехотинцев. За успешное форсирование реки Днепр южнее Киева, прочное закрепление плацдарма на западном берегу реки Днепр и проявленные при этом отвагу и геройство указом Президиума Верховного Совета СССР от 25 октября 1943 года сержанту Копылову Степану Андреевичу было присвоено звание Героя Советского Союза посмертно. Похоронен С. А. Копылов в братской могиле советских воинов в селе Бобрица Каневского района Черкасской области Украины.

## Награды
- Медаль «Золотая Звезда» (25.10.1943, посмертно).
- Орден Ленина (25.10.1943, посмертно).

## Память
- В центре села Бобрица у здания школы на братской могиле установлен памятник воинам, погибшим при форсировании Днепра. Среди имён похороненных здесь солдат есть имена 10 Героев Советского Союза: Алименкова Ивана Никаноровича, Бирюкова Константина Михайловича, Боенко Дмитрия Петровича, Ганюшина Петра Михайловича, Днепровского Петра Павловича, Копылова Степана Андреевича, Кудрявцева Александра Георгиевича, Литвиненко Семена Самойловича, Сикорского Степана Харитоновича, Степанова Александра Михайловича[2].

## Документы
- Общедоступный электронный банк документов «Подвиг Народа в Великой Отечественной войне 1941—1945 гг.» Архивировано 13 марта 2012 года.

Представление к званию Героя Советского Союза. Архивировано 27 мая 2013 года.
12057981 Указ Президиума Верховного Совета СССР. Архивировано 27 мая 2013 года.
27989222 Докладная на имя начальника управления по награждению и присвоению воинских званий ГУК НКО. Архивировано 27 мая 2013 года.
- Обобщенный банк данных «Мемориал». Архивировано 10 мая 2012 года.

ЦАМО, ф. 58, оп. 18001, д. 888.
Информация из списка захоронения ЗУ380-24-69.
Учётная карточка захоронения ЗУ380-24-69.
Схема захоронения ЗУ380-24-69.